# Mănăstirea Vovidenia
Mănăstirea Vovidenia este o mănăstire de maici de rit vechi aflată în satul Slava Rusă din comuna Slava Cercheză, județul Tulcea.
Mănăstirea își are originile în secolul XVII, când călugarii ruși veniți aici după ruptura produsă în biserica rusă în timpul patriarhului Nikon, ridică un mic schit cu chilii de lemn și o biserică mică de lemn.
Călugarii se retrag în zona împădurită, unde construiesc o altă biserică, tot din lemn, pe locul unde se află acum Mănăstirea Uspenia.
Mănăstirea este cunoscută mai ales datorită faptului că este singura mănăstire ortodoxă de maici de rit vechi din lume.